# Lucia Marthas
Lucia Marthas (Duivendrecht, 1956) is een choreograaf en danspedagoog.
Sinds 1999 is zij betrokken bij producties van Kinderen voor Kinderen en is zij verantwoordelijk voor de choreografie en het welzijn van het koor. Tevens werkt ze jaarlijks samen met Tjeerd Oosterhuis aan het begeleidende lied en de dans voor de koningsspelen, dat sinds 2013 wordt vertolkt door het koor van Kinderen voor Kinderen.

## Leven
Ze is dochter van een huisvrouw en een medewerker van een makelaarskantoor; zij was een nakomertje.  Haar achternaam “Van Bruggen” liet zij weg nadat tijdens een dansperiode in Duitsland haar naam te moeilijk uit te spreken was; de “s” werd toegevoegd toen ze haar dansschool begon.
De wil om te gaan dansen (en zingen) deed ze op tijdens de bezoek aan de film Mary Poppins. Op eigen initiatief bracht ze een bezoekje aan de dansschool van Nel Roos aan de Tweede Weteringdwarsstraat, die haar dansen bekeek en vanwege haar talent haar opnam in haar lesprogramma. Het was een van de redenen dat ze de middelbare school niet afmaakte. Ze had, naar eigen mening, niet het ideale lijf voor klassiek ballet. en ging mede daardoor dansen in het showballet. Ze danste bijvoorbeeld bij de Duitse shows van Rudy Carrell. In 1978 volgde dan haar, gediplomeerd balletpedagoge, eerste balletschool aan de Falckstraat 53 Amsterdam. Het starten via die dansschool was te danken aan een aan haar beloofde hoofdrol in een biografische film over Mathilde Willink, die nooit zou komen. Die balletschool ging al snel over in een instituut voor jazz-, beat- en klassiek ballet, want die eerste twee opleidingen waren er volgens haar onvoldoende; later uitgebreid met een musicalopleiding. Haar naam verscheen op de televisie bij de credits bij programma’s van Joop van den Ende (waaronder Playback Show en Kinderen voor Kinderen.
In 2013 doopte zij haar dansscholen om tot Lucia Marthas Institute for Performing Arts (LMIPA): een school waarop MBO- en HBO-studenten kunnen worden opgeleid tot danser of dansdocent. Marthas is er zelf ook werkzaam als docent. Er kwamen van haar dansschool meerdere filialen (Rustenburgerstraat, Quellijnstraat, Lijnbaansgracht).
In 2020 werd Marthas benoemd tot Officier in de Orde van Oranje-Nassau en ontving ze in haar woonplaats Oegstgeest een lintje voor haar inzet voor de dans in Nederland en haar inzet voor kansarme kinderen.
- International Standard Name Identifier: 0000 0000 3304 4633
- Library of Congress Control Number: n89609563
- MusicBrainz: 94aad5b6-0d60-4652-8bf4-19d2e3ca680a
- Nederlandse Thesaurus van Auteursnamen: 068875576
- Virtual International Authority File: 28673597